# (9006) Voytkevych
(9006) Voytkevych (1982 UA7) – planetoida z grupy pasa głównego asteroid okrążająca Słońce w ciągu 4,17 lat w średniej odległości 2,59 au. Odkryta 21 października 1982 roku.